# Selenops arikok
Selenops arikok là một loài nhện trong họ Selenopidae.
Loài này phân bố ở Aruba.
Loài này thuộc chi Selenops. Selenops arikok được Sarah C. Crews miêu tả năm 2011.